# Trybula leśna
Trybula leśna (Anthriscus sylvestris L.) – gatunek rośliny z rodziny selerowatych. Jest szeroko rozprzestrzeniony na Starym Świecie, w tym jest pospolity w Polsce.

## Rozmieszczenie geograficzne
Zasięg gatunku obejmuje strefę umiarkowaną Eurazji tj. niemal całą Europę i Azję, bez południowej (tropikalnej) części tego kontynentu. Rośnie także w północno-zachodniej Afryce oraz w górach w środkowej części tego kontynentu od Etiopii po Zair i Tanzanię. Introdukowany rośnie w Południowej Afryce, na Islandii, Grenlandii i w strefie umiarkowanej Ameryki Północnej.
W Polsce jest pospolity na całym obszarze kraju. W górach sięga po regiel dolny.

## Morfologia

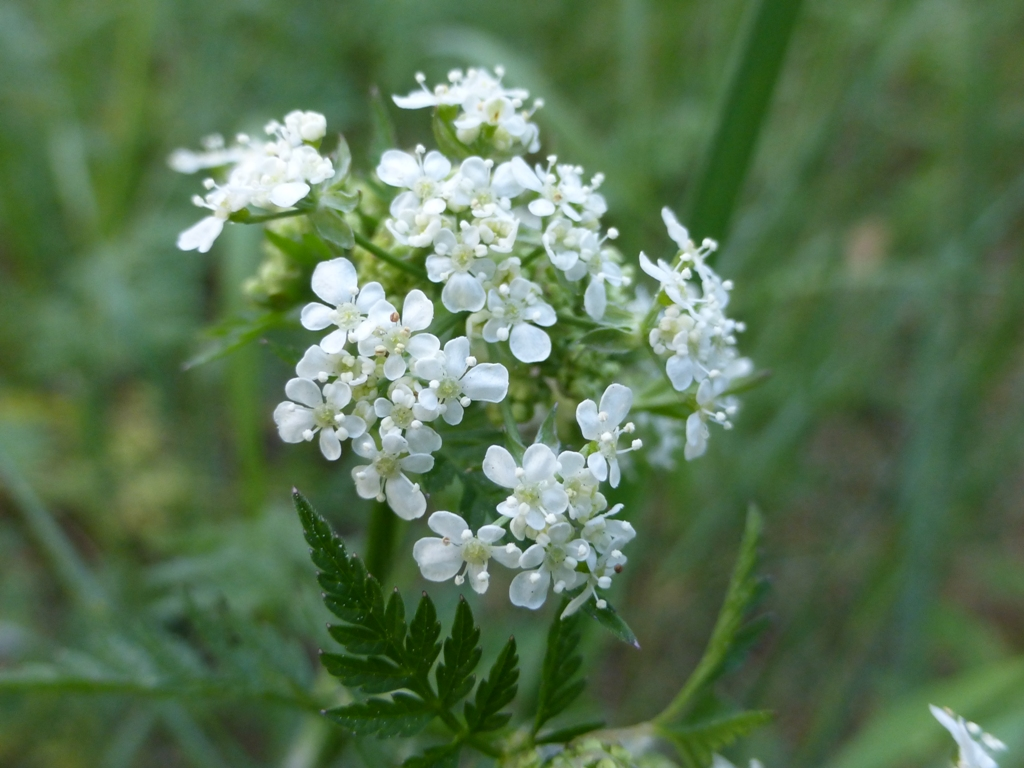
Kwiatostan

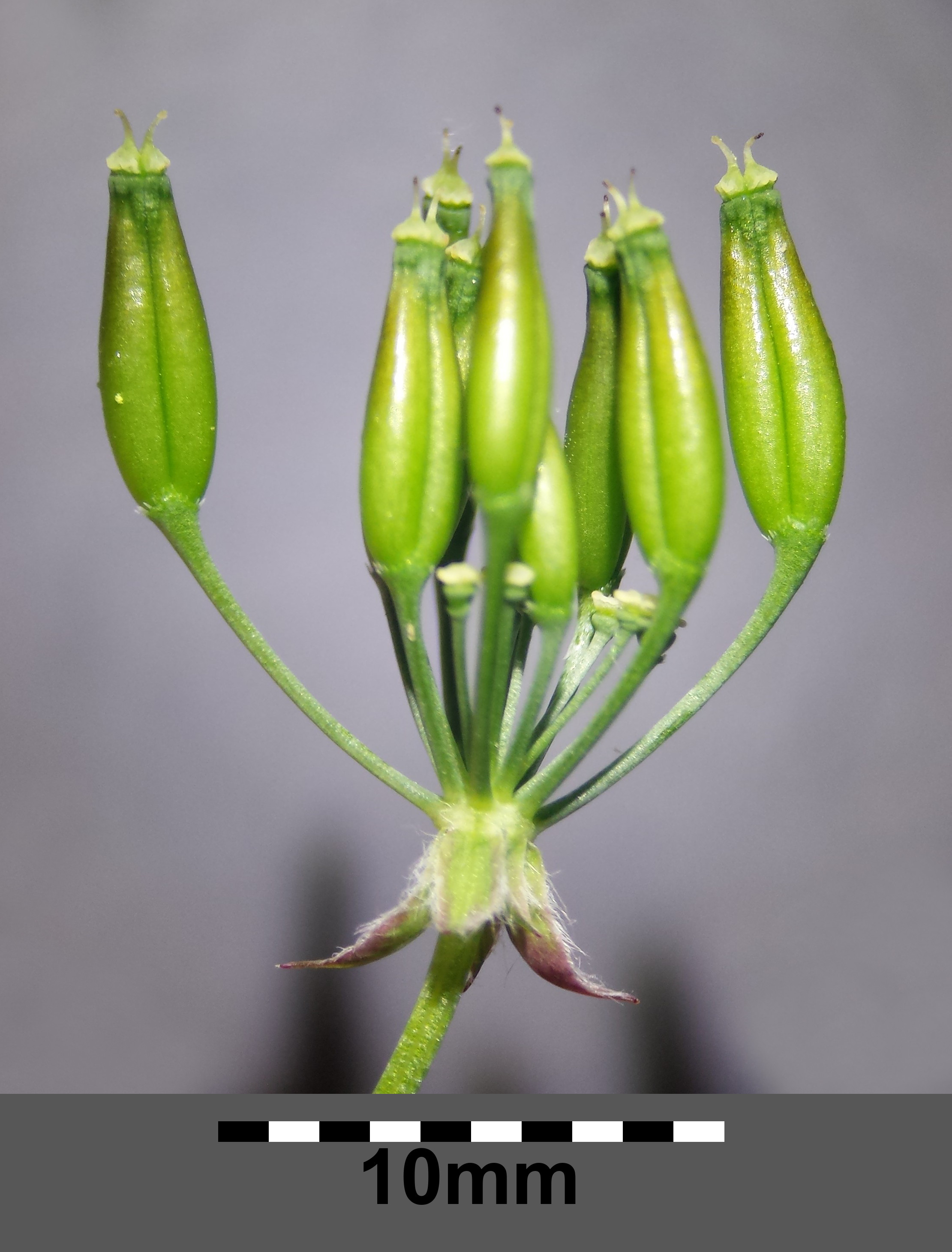
Owoce

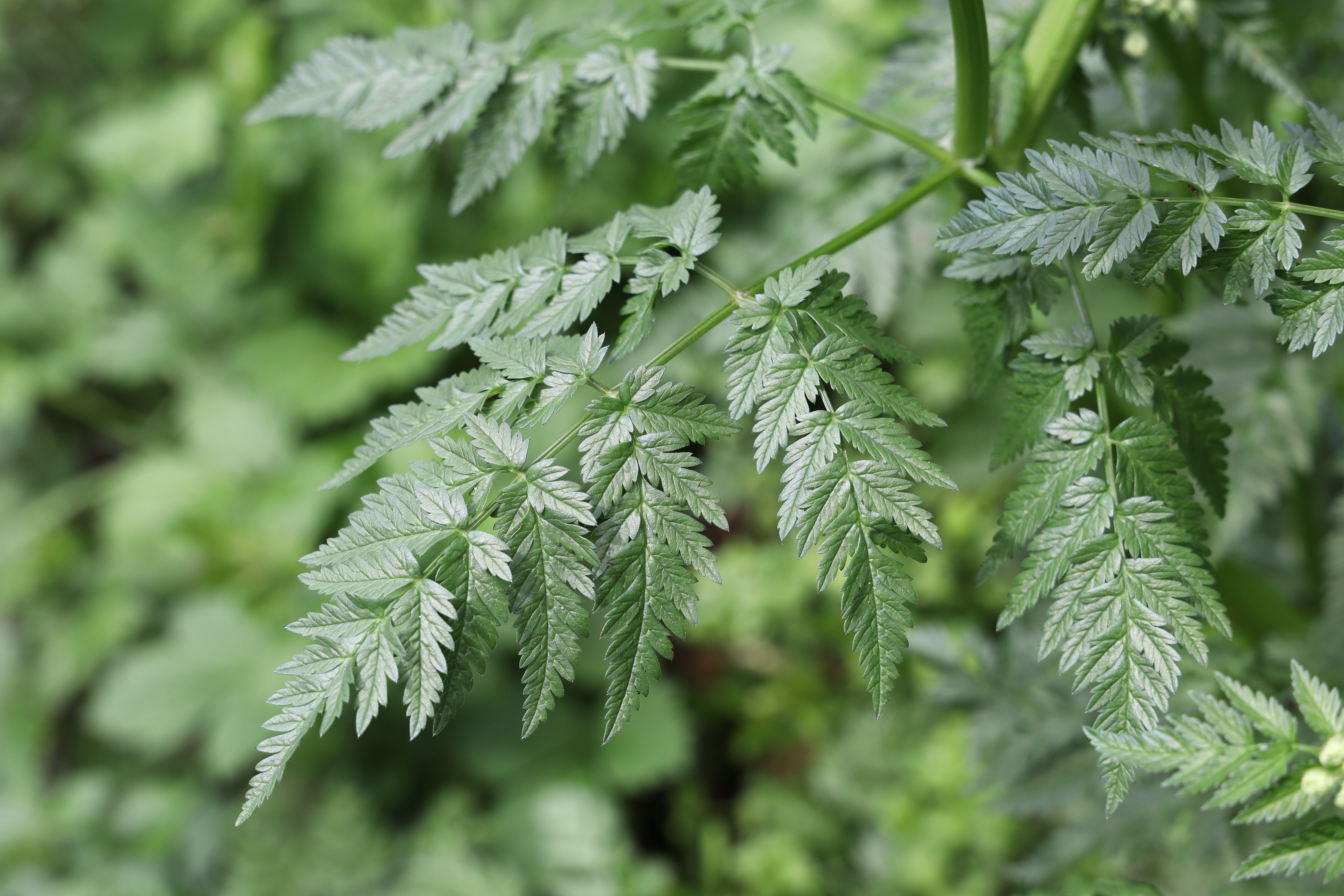
Liść

PokrójRoślina zielna z tęgim, wrzecionowatym lub rzepowatym korzeniem w górze rozgałęziającym się (wielogłowym). Łodygi w górze rozgałęziają się, są dęte (puste w środku), ostro bruzdowane, dołem owłosione lub nagie. Osiągają wysokość 30-150 cm.
LiścieDolne długoogonkowe, górne krótkoogonkowe, w każdym wypadku ogonki u nasady są silnie pochwiasto rozszerzone. Blaszki liściowe są 2–3-krotnie trójdzielnie pierzaste. Odcinki ostatniego rzędu (listki) są lancetowate, pierzasto wcinane z łatkami (ząbkami) ostrymi. Najniższe odcinki I rzędu są znacznie mniejsze od pozostałej części liścia. Liście na brzegu są orzęsione, od góry nagie lub słabo owłosione, połyskujące, od spodu owłosione na nerwach.
KwiatyKwiatostan złożony – kwiaty zebrane w baldaszki, a te w liczbie 7–16 w baldach. Pokryw brak lub są w postaci pojedynczych listków. Pokrywki występują w liczbie 5–8 odgiętych, jajowatolancetowatych listków z orzęsionym, białawym brzegiem. Płatki korony są białawe, zielonkawe lub żółtawe, odwrotnie jajowate, na szczycie tępe lub płytko wycięte. Brzeżne płatki na skraju baldaszka bywają powiększone lub wszystkie płatki są podobnej długości.
OwoceRozłupki wydłużone, zwężające się ku wierzchołkowi, gładkie i lśniące, osiągają 6-10 mm długości, zwieńczone są dzióbkiem stanowiącym ok. 1/5 długości pozostałej części owocu. W jednym baldaszku powstaje ich 6–12.
Gatunki podobneTrybula lśniąca Anthriscus nitida ma baldaszki tylko z 2–6 owocami, kwiaty zwykle o asymetrycznych płatkach (brzeżne powiększone), dolne odcinki I rzędu są podobnej wielkości jak pozostała część liścia. Trybula leśna mylona może być też ze świerząbkiem złotawym Chaerophyllum aureum, który wyróżnia się jednak łodygą czerwono nabiegłą i plamiastą oraz silnie wciętymi płatkami kwiatów, oraz ze świerząbkiem orzęsionym Chaerophyllum hirsutum, który różni się orzęsionymi brzegami płatków kwiatów.

## Biologia i ekologia

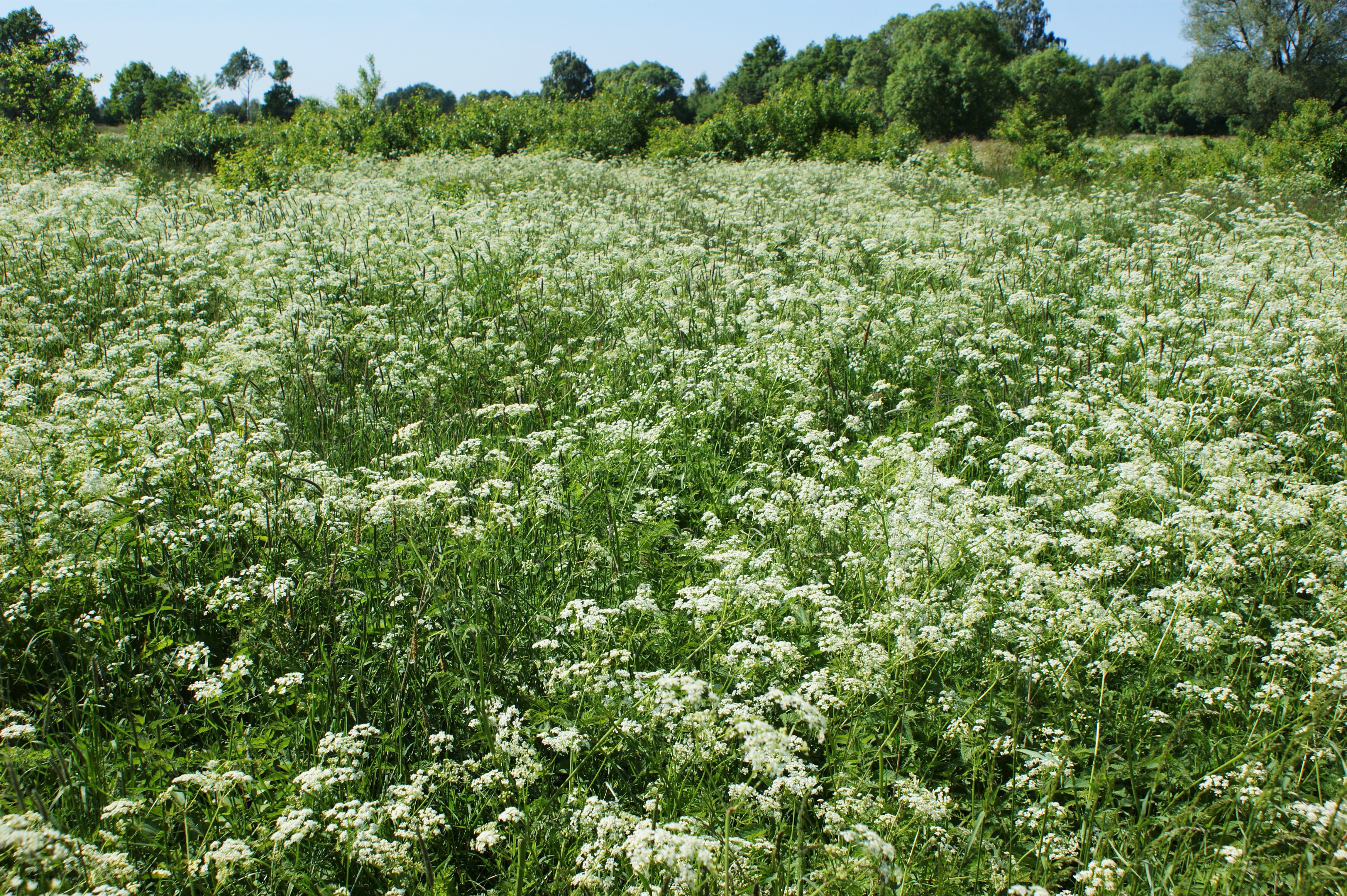
Masowo rosnąca trybula leśna

Roślina dwuletnia i bylina. Zimuje w postaci rozety liści. Kwitnie od maja (czasem już od kwietnia) do sierpnia. Kwiaty zapylane są przez różne owady. Zapach rośliny określany jest jako nieprzyjemny. 
Najlepiej rośnie na glebach próchnicznych, zasobnych w azot i potas i w przypadku przenawożenia tymi pierwiastkami może pojawić się na łąkach w wielkiej ilości. Występuje w miejscach wilgotnych lub średnio wilgotnych w lasach, zaroślach, na łąkach, wzdłuż rowów, na przydrożach i w miejscach ruderalnych. Gatunek uznawany jest za charakterystyczny dla zespołu Anthriscetum sylvestris z klasy Artemisietea vulgaris i dla rzędu nitrofilnych zbiorowisk okrajkowych Glechometalia hederaceae.